# Basiceramerus babalus
Basiceramerus babalus är en kvalsterart som beskrevs av Corpuz-Raros 1979. Basiceramerus babalus ingår i släktet Basiceramerus och familjen Otocepheidae. Inga underarter finns listade.